# Marcel Déat
Marcel Déat (Guérigny, 7 de marzo de 1894 – Turín, 5 de enero de 1955) fue un político francés.
Diputado por el SFIO, fue excluido del partido en 1933 por su pensamiento autoritario convirtiéndose el líder de los llamados neosocialistas, que se acercaron paulatinamente al nacionalismo fascista. Ministro del aire en 1936, diputado del rassemblement anticommuniste en 1939, terminó su trabajo siendo miembro del gabinete de Vichy.

## Biografía
Nacido el 7 de marzo de 1894 en Guérigny, cursó estudios en la famosa Escuela Normal de rue Ulm. El año 1914 ingresa en la SFIO (Partido Socialista Francés, entonces llamado Sección Francesa de la Internacional Obrera) e ingresa como soldado de infantería en la Primera Guerra Mundial.

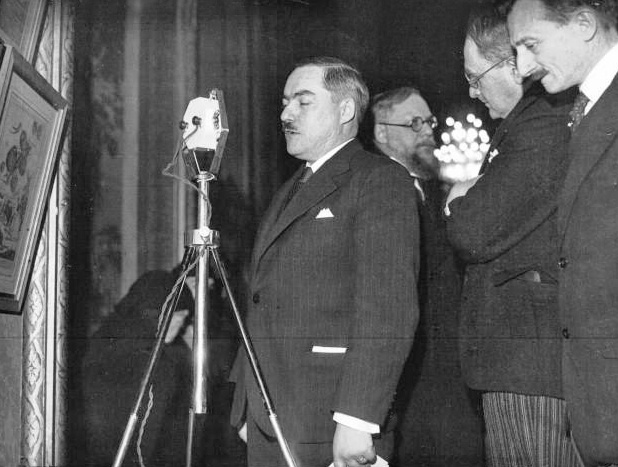
Marcel Déat en 1936

Como socialista llegó al parlamento y como militar obtuvo la Legión de Honor y el grado de capitán. En 1928 escribió su primer libro Perspectivas Socialistas, editado por Georges Valois.
En el congreso socialista de 1930 agrupa tras de sí a una tendencia denominada «Derecha NeoSocialista», que representaba prácticamente la mitad del partido. Pero poco a poco, la tendencia oficialista fue recuperando terreno hasta que en 1933 fueron expulsados, tras un Congreso Extraordinario del partido en el que Déat y los suyos (especialmente Marquet) defendieron una moción titulada «¿Neo-Socialismo?: Orden, Autoridad, Nación». León Blum, el futuro presidente bajo el Frente Popular, tildará esta moción de «fascismo puro y simple».
Los expulsados —aproximadamente un 20 por ciento de la SFIO— constituyeron el Partido Socialista de Francia-Unión Jean Jaurés, organización de vida corta y agitada y que terminó convergiendo con otros escindidos del partido radical para constituir la Unión Socialista Republicana.
Fue uno de los líderes de Union Socialiste Républicaine, partido fundado el 3 de noviembre de 1935.
Se unió al «Comité de Vigilancia de los Intelectuales Antifascistas», aunque cada vez convergía más hacia el fascismo.
En febrero de 1941 fundó el Rassemblement National Populaire, que terminó colaborando con el gobierno de Vichy.
Déat también fundó, junto con los colaboracionistas Jacques Doriot y Marcel Bucard, la Légion des Volontaires Français (LVF), una unidad francesa incorporada a la Wehrmacht (luego afiliada a las Waffen-SS). Por sugerencia de los alemanes, Marcel Déat se convirtió el 16 de marzo de 1944 en ministro de Trabajo en el gabinete de Pierre Laval.
Después de los desembarcos aliados en Normandía y la caída del gobierno de Vichy, Déat huyó a Alemania y posteriormente a Italia, siendo acogido y escondido por una orden religiosa católica en el convento de San Vito, cerca de Turín, donde escribió sus memorias y vivió sin ser descubierto hasta su muerte. En Francia, había sido condenado a muerte en rebeldía.
Falleció el 5 de enero de 1955 en Turín.

## Obras
- Max Bonnafous - Marcel Déat - Adrien Marquet - Barthélémy Montagnon, Néo-socialisme? Ordre, autorité, nation, Paris, Grasset, 140 pages, 1933. Discours prononcés au Congrès socialiste de juillet 1933.
- Le Plan français: doctrine et plan d'action, Comité du Plan, Paris, Fasquelle, 199 pages, 1936. Préface de Marcel Déat.
- Marcel Déat, De la fausse collaboration à la vraie révolution, décembre 1941-janvier 1942, Paris, Rassemblement national populaire, 47 pages, 1942. Recueil d'articles extraits de L'Œuvre (30 décembre 1941 - 13 janvier 1942) et d'un exposé prononcé à Radio-Paris (5 janvier 1942).
- Marcel Déat, Le Parti unique, Paris, Aux Armes de France, 183 pages, 1943. Articles parus dans L'Œuvre (18 juillet-4 septembre 1942).
- Dominique Sordet (ed.), Le Coup du 13 décembre, Paris, impr. de Guillemot et de Lamothe, 47 pages, 1943. Article de Marcel Déat: "Il faut les chasser".
- Marcel Déat, Mémoires politiques, Paris, Denoël, 990 pages, 1989. Introduction et notes de Laurent Theis; épilogue par Hélène Déat.
- Marcel Déat, Discours, articles et témoignages, Coulommiers, Éd. Déterna, « Documents pour l'histoire», 149 pages, 1999.